# Liga de fútbol de Guam 2016-17
La Liga de fútbol de Guam es la edición Nº27 que se realiza a cargo de la Asociación de fútbol de Guam este campeonato no hay descensos porque solo participan 5 equipos los cuales son:Guam Shipyard, Rovers, BOG Strykers, Quality Distributors y Haya United.
El ganador de la liga clasifica a la Copa AFC 2018 como Guam 1, debido a que el nivel de guam solo le permite un solo puesto.

## Formato
La liga de fútbol de guam se da el siguiente formato
- 5 equipos participantes
- 20 fechas
- Cada equipo debe jugar 16 partidos de las 20 fechas
- El campeón tiene derecho a jugar la ronda pre-eliminar de la Copa AFC
- En el caso que dos equipos tengan empatados puntos se mide a través de gol diferencia

## Resultados
|    | Equipos de fútbol    | PJ | G | E | P | GF | GC | Dif | Pts |
| -- | -------------------- | -- | - | - | - | -- | -- | --- | --- |
| 1. | Guam Shipyard        | 5  | 5 | 0 | 0 | 33 | 8  | +25 | 15  |
| 2. | Rovers               | 5  | 4 | 0 | 1 | 30 | 7  | +23 | 12  |
| 3. | Quality Distributors | 5  | 2 | 0 | 3 | 19 | 16 | +3  | 6   |
| 4. | BOG Strykers         | 5  | 2 | 0 | 3 | 23 | 19 | +4  | 6   |
| 5. | Than Quang Ninh      | 5  | 0 | 0 | 5 | 5  | 47 | -42 | 0   |

- Datos: Q30916142